# Effectif des équipes au Championnat d'Europe de football 1980
Cette page contient la liste de toutes les équipes et de leurs joueurs ayant participé au championnat d'Europe de football 1980. Les âges et le nombre de sélections des footballeurs sont ceux au début de la compétition.

## Effectifs des participants

### Allemagne de l'Ouest
Sélectionneur : Jupp Derwall
| No. | Pos.      | Joueur                | Date de naissance et âge | Sélec. | Club                     |
| --- | --------- | --------------------- | ------------------------ | ------ | ------------------------ |
| 1   | Gardien   | Harald Schumacher     | 6 mars 1954              |        | 1. FC Cologne            |
| 2   | Défenseur | Hans-Peter Briegel    | 11 octobre 1955          |        | 1. FC Kaiserslautern     |
| 3   | Défenseur | Bernhard Cullmann     | 1er novembre 1949        |        | 1. FC Cologne            |
| 4   | Défenseur | Karlheinz Förster     | 25 juillet 1958          |        | VfB Stuttgart            |
| 5   | Défenseur | Bernard Dietz         | 22 mars 1948             |        | MSV Duisbourg            |
| 6   | Milieu    | Bernd Schuster        | 22 décembre 1959         |        | 1. FC Cologne            |
| 7   | Défenseur | Bernd Förster         | 3 mai 1956               |        | VfB Stuttgart            |
| 8   | Attaquant | Karl-Heinz Rummenigge | 25 septembre 1955        |        | Bayern de Munich         |
| 9   | Attaquant | Horst Hrubesch        | 17 avril 1951            |        | Hambourg SV              |
| 10  | Milieu    | Hansi Müller          | 27 juillet 1957          |        | VfB Stuttgart            |
| 11  | Attaquant | Klaus Allofs          | 5 décembre 1956          |        | Fortuna Düsseldorf       |
| 12  | Milieu    | Caspar Memering       | 1er juin 1953            |        | Hambourg SV              |
| 13  | Milieu    | Rainer Bonhof         | 29 mars 1952             |        | Valence CF               |
| 14  | Milieu    | Felix Magath          | 26 juillet 1953          |        | Hambourg SV              |
| 15  | Milieu    | Uli Stielike          | 15 novembre 1954         |        | Real de Madrid           |
| 16  | Défenseur | Herbert Zimmermann    | 1er juillet 1954         |        | 1. FC Cologne            |
| 17  | Milieu    | Karl Del'Haye         | 18 août 1955             |        | Borussia Mönchengladbach |
| 18  | Milieu    | Lothar Matthäus       | 21 mars 1961             |        | Borussia Mönchengladbach |
| 19  | Milieu    | Miroslav Votava       | 24 avril 1956            |        | Borussia Dortmund        |
| 20  | Défenseur | Manfred Kaltz         | 6 janvier 1953           |        | Hambourg SV              |
| 21  | Gardien   | Walter Junghans       | 26 octobre 1958          |        | Bayern de Munich         |
| 22  | Gardien   | Eike Immel            | 27 novembre 1960         |        | Borussia Dortmund        |

### Angleterre
Sélectionneur : Ron Greenwood
| No. | Pos.      | Joueur          | Date de naissance et âge | Sélec. | Club                    |
| --- | --------- | --------------- | ------------------------ | ------ | ----------------------- |
| 1   | Gardien   | Ray Clemence    | 5 août 1948              |        | Liverpool               |
| 2   | Défenseur | Phil Neal       | 20 février 1951          |        | Liverpool               |
| 3   | Défenseur | Kenny Sansom    | 26 septembre 1958        |        | Crystal Palace          |
| 4   | Défenseur | Phil Thompson   | 21 janvier 1954          |        | Liverpool               |
| 5   | Défenseur | David Watson    | 5 octobre 1946           |        | Southampton             |
| 6   | Milieu    | Ray Wilkins     | 14 septembre 1956        |        | Manchester United       |
| 7   | Attaquant | Kevin Keegan    | 14 février 1951          |        | Hambourg SV             |
| 8   | Milieu    | Steve Coppell   | 9 juillet 1955           |        | Manchester United       |
| 9   | Attaquant | David Johnson   | 23 octobre 1951          |        | Liverpool               |
| 10  | Milieu    | Trevor Brooking | 2 octobre 1948           |        | West Ham United         |
| 11  | Attaquant | Tony Woodcock   | 6 décembre 1955          |        | 1. FC Cologne           |
| 12  | Défenseur | Viv Anderson    | 29 juillet 1956          |        | Nottingham Forest       |
| 13  | Gardien   | Peter Shilton   | 18 septembre 1949        |        | Nottingham Forest       |
| 14  | Défenseur | Trevor Cherry   | 23 février 1948          |        | Leeds United            |
| 15  | Milieu    | Emlyn Hughes    | 28 août 1947             |        | Wolverhampton Wanderers |
| 16  | Défenseur | Mick Mills      | 4 janvier 1949           |        | Ipswich Town            |
| 17  | Milieu    | Terry McDermott | 8 décembre 1951          |        | Liverpool               |
| 18  | Milieu    | Ray Kennedy     | 28 juillet 1951          |        | Liverpool               |
| 19  | Milieu    | Glenn Hoddle    | 27 octobre 1957          |        | Tottenham Hotspur       |
| 20  | Attaquant | Paul Mariner    | 22 mai 1953              |        | Ipswich Town            |
| 21  | Attaquant | Garry Birtles   | 27 juillet 1956          |        | Nottingham Forest       |
| 22  | Gardien   | Joe Corrigan    | 18 novembre 1948         |        | Manchester City         |

### Belgique
Sélectionneur : Guy Thys
| No. | Pos.      | Joueur                | Date de naissance et âge | Sélec. | Club              |
| --- | --------- | --------------------- | ------------------------ | ------ | ----------------- |
| 1   | Gardien   | Theo Custers          | 10 août 1950             |        | Royal Antwerp     |
| 2   | Défenseur | Eric Gerets           | 18 mai 1954              |        | Standard de Liège |
| 3   | Défenseur | Luc Millecamps        | 10 septembre 1951        |        | KSV Waregem       |
| 4   | Défenseur | Walter Meeuws         | 11 juillet 1951          |        | Club Brugge       |
| 5   | Défenseur | Michel Renquin        | 3 novembre 1955          |        | Standard de Liège |
| 6   | Milieu    | Julien Cools          | 13 février 1947          |        | K Beerschot VAC   |
| 7   | Milieu    | René Vandereycken     | 22 juillet 1953          |        | Club Brugge       |
| 8   | Milieu    | Wilfried van Moer     | 1er mars 1945            |        | K Beringen FC     |
| 9   | Attaquant | François van der Elst | 1er décembre 1954        |        | Anderlecht        |
| 10  | Attaquant | Erwin Vandenbergh     | 26 janvier 1959          |        | Lierse SK         |
| 11  | Attaquant | Jan Ceulemans         | 28 février 1957          |        | Club Brugge       |
| 12  | Gardien   | Jean-Marie Pfaff      | 4 décembre 1953          |        | KSK Beveren       |
| 13  | Milieu    | Maurice Martens       | 5 juin 1947              |        | RWD Molenbeek     |
| 14  | Défenseur | Gérard Plessers       | 30 mars 1959             |        | Standard de Liège |
| 15  | Milieu    | René Verheyen         | 20 mars 1952             |        | KSC Lokeren       |
| 16  | Milieu    | Marc Millecamps       | 9 octobre 1950           |        | KSV Waregem       |
| 17  | Milieu    | Raymond Mommens       | 27 décembre 1958         |        | KSC Lokeren       |
| 18  | Milieu    | Guy Dardenne          | 19 octobre 1954          |        | KSC Lokeren       |
| 19  | Attaquant | Willy Wellens         | 29 mars 1954             |        | Standard de Liège |
| 20  | Gardien   | Michel Preud'homme    | 24 janvier 1959          |        | Standard de Liège |
| 21  | Défenseur | Jos Heyligen          | 30 juin 1947             |        | K Beringen FC     |
| 22  | Attaquant | Ronny Martens         | 22 décembre 1958         |        | Anderlecht        |

### Espagne
Sélectionneur : Ladislao Kubala
| No. | Pos.      | Joueur                  | Date de naissance et âge | Sélec. | Club                   |
| --- | --------- | ----------------------- | ------------------------ | ------ | ---------------------- |
| 1   | Gardien   | Luis Arconada           | 26 juin 1954             | 17     | Real Sociedad          |
| 2   | Défenseur | José Ramón Alexanko     | 19 mai 1956              | 10     | Athletic Bilbao        |
| 3   | Défenseur | Migueli                 | 19 décembre 1951         | 29     | FC Barcelone           |
| 4   | Défenseur | Diego                   | 21 novembre 1954         | 1      | Real Sociedad          |
| 5   | Défenseur | Francisco Javier Uría   | 1er février 1950         | 13     | Real Sporting de Gijón |
| 6   | Milieu    | Juan Manuel Asensi      | 23 septembre 1949        | 39     | FC Barcelone           |
| 7   | Milieu    | Dani                    | 28 juin 1951             | 18     | Athletic Bilbao        |
| 8   | Milieu    | Julio Cardeñosa         | 27 octobre 1949          | 7      | Betis Séville          |
| 9   | Milieu    | Francisco José Carrasco | 6 mars 1959              | 6      | FC Barcelone           |
| 10  | Attaquant | Quini                   | 23 septembre 1949        | 28     | Real Sporting de Gijón |
| 11  | Défenseur | Vicente del Bosque      | 23 décembre 1950         | 17     | Real de Madrid         |
| 12  | Milieu    | Juanito                 | 10 novembre 1954         | 14     | Real de Madrid         |
| 13  | Gardien   | Urruti                  | 17 février 1952          | 5      | Espanyol de Barcelona  |
| 14  | Défenseur | Rafael Gordillo         | 24 février 1957          | 7      | Betis Séville          |
| 15  | Milieu    | Antonio Olmo            | 18 janvier 1954          | 12     | FC Barcelone           |
| 16  | Attaquant | Carlos Santillana       | 23 août 1952             | 22     | Real de Madrid         |
| 17  | Attaquant | Jesús María Satrústegui | 12 février 1954          | 10     | Real Sociedad          |
| 18  | Attaquant | Enrique Saura           | 2 août 1954              | 7      | Valence CF             |
| 19  | Milieu    | Cundi                   | 13 avril 1955            | 7      | Real Sporting de Gijón |
| 20  | Défenseur | Miguel Tendillo         | 1er février 1961         | 1      | Valence CF             |
| 21  | Milieu    | Jesús María Zamora      | 1er janvier 1955         | 7      | Real Sociedad          |
| 22  | Gardien   | Pedro María Artola      | 6 septembre 1948         | 0      | FC Barcelone           |

### Grèce
Sélectionneur : Alkétas Panagoúlias
| No. | Pos.      | Joueur               | Date de naissance et âge | Sélec. | Club                  |
| --- | --------- | -------------------- | ------------------------ | ------ | --------------------- |
| 1   | Gardien   | Vasílis Konstantínou | 19 novembre 1947         |        | Panathinaikos         |
| 2   | Défenseur | Ioánnis Kyrástas     | 25 octobre 1952          |        | Olympiakos            |
| 3   | Défenseur | Kóstas Iosifídis     | 14 janvier 1952          |        | PAOK Salonique        |
| 4   | Défenseur | Ánthimos Kapsís      | 3 septembre 1950         |        | Panathinaikos         |
| 5   | Défenseur | Giorgos Foiros       | 8 novembre 1953          |        | Aris Salonique        |
| 6   | Milieu    | Spýros Livathinós    | 8 janvier 1955           |        | Panathinaikos         |
| 7   | Milieu    | Chrístos Terzanídis  | 13 février 1945          |        | Panathinaikos         |
| 8   | Milieu    | Tákis Nikoloúdis     | 26 août 1951             |        | Olympiakos            |
| 9   | Attaquant | Chrístos Ardízoglou  | 25 mai 1953              |        | AEK Athènes           |
| 10  | Attaquant | Máik Galákos         | 23 novembre 1951         |        | Olympiakos            |
| 11  | Milieu    | Ioánnis Damanákis    | 2 octobre 1952           |        | PAOK Salonique        |
| 12  | Défenseur | Ioannis Gounaris     | 6 juillet 1952           |        | PAOK Salonique        |
| 13  | Attaquant | Bábis Xanthópoulos   | 29 août 1956             |        | Iraklis Thessalonique |
| 14  | Milieu    | Giorgos Koudas       | 23 novembre 1946         |        | PAOK Salonique        |
| 15  | Attaquant | Thomás Mávros        | 31 mars 1954             |        | AEK Athènes           |
| 16  | Milieu    | Dinos Kouis          | 5 juin 1955              |        | Aris Salonique        |
| 17  | Défenseur | Petros Ravousis      | 1er octobre 1954         |        | AEK Athènes           |
| 18  | Défenseur | Lakis Nikolaou       | 17 juillet 1949          |        | AEK Athènes           |
| 19  | Attaquant | Yórgos Kostíkos      | 26 avril 1958            |        | PAOK Salonique        |
| 20  | Attaquant | Níkos Anastópoulos   | 22 janvier 1958          |        | Paniónios Athènes     |
| 21  | Gardien   | Elefthérios Poupákis | 28 décembre 1946         |        | OFI Crète             |
| 22  | Gardien   | Stélios Papaflorátos | 27 janvier 1954          |        | Aris Salonique        |

### Italie
Sélectionneur : Enzo Bearzot
| No. | Pos.      | Joueur               | Date de naissance et âge | Sélec. | Club           |
| --- | --------- | -------------------- | ------------------------ | ------ | -------------- |
| 1   | Gardien   | Dino Zoff            | 28 février 1942          |        | Juventus       |
| 2   | Défenseur | Franco Baresi        | 8 mai 1960               |        | AC Milan       |
| 3   | Défenseur | Giuseppe Baresi      | 7 février 1958           |        | Inter de Milan |
| 4   | Défenseur | Mauro Bellugi        | 7 février 1950           |        | SSC Naples     |
| 5   | Défenseur | Antonio Cabrini      | 8 octobre 1957           |        | Juventus       |
| 6   | Défenseur | Fulvio Collovati     | 9 mai 1957               |        | AC Milan       |
| 7   | Défenseur | Claudio Gentile      | 27 septembre 1953        |        | Juventus       |
| 8   | Défenseur | Aldo Maldera         | 14 octobre 1953          |        | AC Milan       |
| 9   | Défenseur | Gaetano Scirea       | 25 mai 1953              |        | Juventus       |
| 10  | Milieu    | Giancarlo Antognoni  | 1er avril 1954           |        | Fiorentina     |
| 11  | Milieu    | Romeo Benetti        | 20 octobre 1945          |        | AS Rome        |
| 12  | Gardien   | Ivano Bordon         | 13 avril 1951            |        | Inter de Milan |
| 13  | Milieu    | Ruben Buriani        | 16 mars 1955             |        | AC Milan       |
| 14  | Milieu    | Gabriele Oriali      | 25 novembre 1952         |        | Inter de Milan |
| 15  | Milieu    | Marco Tardelli       | 24 septembre 1954        |        | Juventus       |
| 16  | Milieu    | Renato Zaccarelli    | 18 janvier 1951          |        | Torino         |
| 17  | Attaquant | Alessandro Altobelli | 28 novembre 1955         |        | Inter de Milan |
| 18  | Attaquant | Roberto Bettega      | 27 décembre 1950         |        | Juventus       |
| 19  | Attaquant | Franco Causio        | 1er février 1949         |        | Juventus       |
| 20  | Attaquant | Francesco Graziani   | 16 décembre 1952         |        | Torino         |
| 21  | Attaquant | Roberto Pruzzo       | 1er avril 1955           |        | AS Rome        |
| 22  | Gardien   | Giovanni Galli       | 29 avril 1958            |        | Fiorentina     |

### Pays-Bas
Sélectionneur : Jan Zwartkruis
| No. | Pos.      | Joueur               | Date de naissance et âge | Sélec. | Club                |
| --- | --------- | -------------------- | ------------------------ | ------ | ------------------- |
| 1   | Gardien   | Piet Schrijvers      | 15 décembre 1946         | 32     | Ajax Amsterdam      |
| 2   | Défenseur | Bennie Wijnstekers   | 31 août 1955             | 4      | Feyenoord Rotterdam |
| 3   | Défenseur | Michel van de Korput | 18 septembre 1956        | 3      | Feyenoord Rotterdam |
| 4   | Défenseur | Hugo Hovenkamp       | 5 octobre 1950           | 18     | AZ Alkmaar          |
| 5   | Défenseur | Ruud Krol            | 24 mars 1949             | 72     | Vancouver Whitecaps |
| 6   | Défenseur | Jan Poortvliet       | 21 septembre 1955        | 15     | PSV Eindhoven       |
| 7   | Attaquant | René van de Kerkhof  | 16 septembre 1951        | 36     | PSV Eindhoven       |
| 8   | Attaquant | Willy van de Kerkhof | 16 septembre 1951        | 36     | PSV Eindhoven       |
| 9   | Attaquant | Kees Kist            | 7 août 1952              | 16     | AZ Alkmaar          |
| 10  | Milieu    | Arie Haan            | 16 novembre 1948         | 32     | Anderlecht          |
| 11  | Milieu    | Heini Otto           | 24 août 1954             | 1      | FC Twente           |
| 12  | Attaquant | Johnny Rep           | 25 novembre 1951         | 35     | AS Saint-Étienne    |
| 13  | Milieu    | Dick Nanninga        | 17 janvier 1949          | 11     | Roda JC             |
| 14  | Milieu    | Adrie Koster         | 18 novembre 1954         | 3      | PSV Eindhoven       |
| 15  | Défenseur | Huub Stevens         | 29 novembre 1953         | 10     | PSV Eindhoven       |
| 16  | Gardien   | Pim Doesburg         | 28 octobre 1943          | 3      | Sparta Rotterdam    |
| 17  | Attaquant | Martien Vreijsen     | 15 novembre 1955         | 0      | NAC Breda           |
| 18  | Milieu    | Frans Thijssen       | 23 janvier 1952          | 7      | Ipswich Town        |
| 19  | Milieu    | Romeo Zondervan      | 3 mars 1959              | 0      | FC Twente           |
| 20  | Gardien   | Hans van Breukelen   | 4 octobre 1956           | 0      | FC Utrecht          |
| 21  | Défenseur | Ernie Brandts        | 3 février 1956           | 17     | PSV Eindhoven       |
| 22  | Défenseur | John Metgod          | 27 février 1958          | 7      | AZ Alkmaar          |

### Tchécoslovaquie
Sélectionneur : Jozef Vengloš
| No. | Pos.      | Joueur              | Date de naissance et âge | Sélec. | Club                 |
| --- | --------- | ------------------- | ------------------------ | ------ | -------------------- |
| 1   | Gardien   | Jaroslav Netolička  | 3 mars 1954              | 11     | Dukla Prague         |
| 2   | Défenseur | Jozef Barmoš        | 28 août 1954             | 28     | Inter Bratislava     |
| 3   | Défenseur | Ladislav Jurkemik   | 20 juillet 1953          | 31     | Inter Bratislava     |
| 4   | Défenseur | Anton Ondruš        | 27 mars 1950             | 54     | Slovan Bratislava    |
| 5   | Défenseur | Koloman Gögh        | 7 janvier 1948           | 51     | Slovan Bratislava    |
| 6   | Défenseur | František Štambachr | 13 février 1953          | 15     | Dukla Prague         |
| 7   | Milieu    | Ján Kozák           | 17 avril 1954            | 34     | Lokomotive Košice    |
| 8   | Milieu    | Antonín Panenka     | 2 décembre 1948          | 43     | Bohemians ČKD Prague |
| 9   | Attaquant | Miroslav Gajdůšek   | 20 septembre 1951        | 45     | Dukla Prague         |
| 10  | Attaquant | Marián Masný        | 13 août 1950             | 57     | Slovan Bratislava    |
| 11  | Attaquant | Zdeněk Nehoda       | 9 mai 1952               | 64     | Dukla Prague         |
| 12  | Défenseur | Rostislav Vojáček   | 23 février 1949          | 24     | TJ Baník OKD Ostrava |
| 13  | Milieu    | Werner Lička        | 15 février 1954          | 2      | TJ Baník OKD Ostrava |
| 14  | Défenseur | Jan Fiala           | 19 mai 1956              | 12     | Dukla Prague         |
| 15  | Attaquant | Ladislav Vízek      | 22 janvier 1955          | 15     | Dukla Prague         |
| 16  | Défenseur | Oldřich Rott        | 26 mai 1951              | 3      | Dukla Prague         |
| 17  | Milieu    | Jaroslav Pollák     | 11 juillet 1947          | 49     | Sparta Prague        |
| 18  | Milieu    | Jan Berger          | 27 novembre 1955         | 1      | Dukla Prague         |
| 19  | Défenseur | Karol Dobiáš        | 18 décembre 1947         | 67     | Bohemians ČKD Prague |
| 20  | Milieu    | Petr Němec          | 7 juin 1957              | 0      | TJ Baník OKD Ostrava |
| 21  | Gardien   | Stanislav Seman     | 8 août 1952              | 1      | Lokomotive Košice    |
| 22  | Gardien   | Dušan Kéketi        | 24 mars 1951             | 7      | TJ Spartak Trnava    |